# Le Grand Passage (roman, 1994)
Pour les articles homonymes, voir Le Grand Passage.
Le Grand Passage (titre original anglais : The Crossing) est un roman de Cormac McCarthy publié en 1994 aux États-Unis par Alfred A. Knopf. Ce roman est le second tome d'une trilogie informelle nommée la Trilogie de la frontière, qui comprend également De si jolis chevaux (All the Pretty Horses) et Des villes dans la plaine (Cities of the Plain).

## Résumé

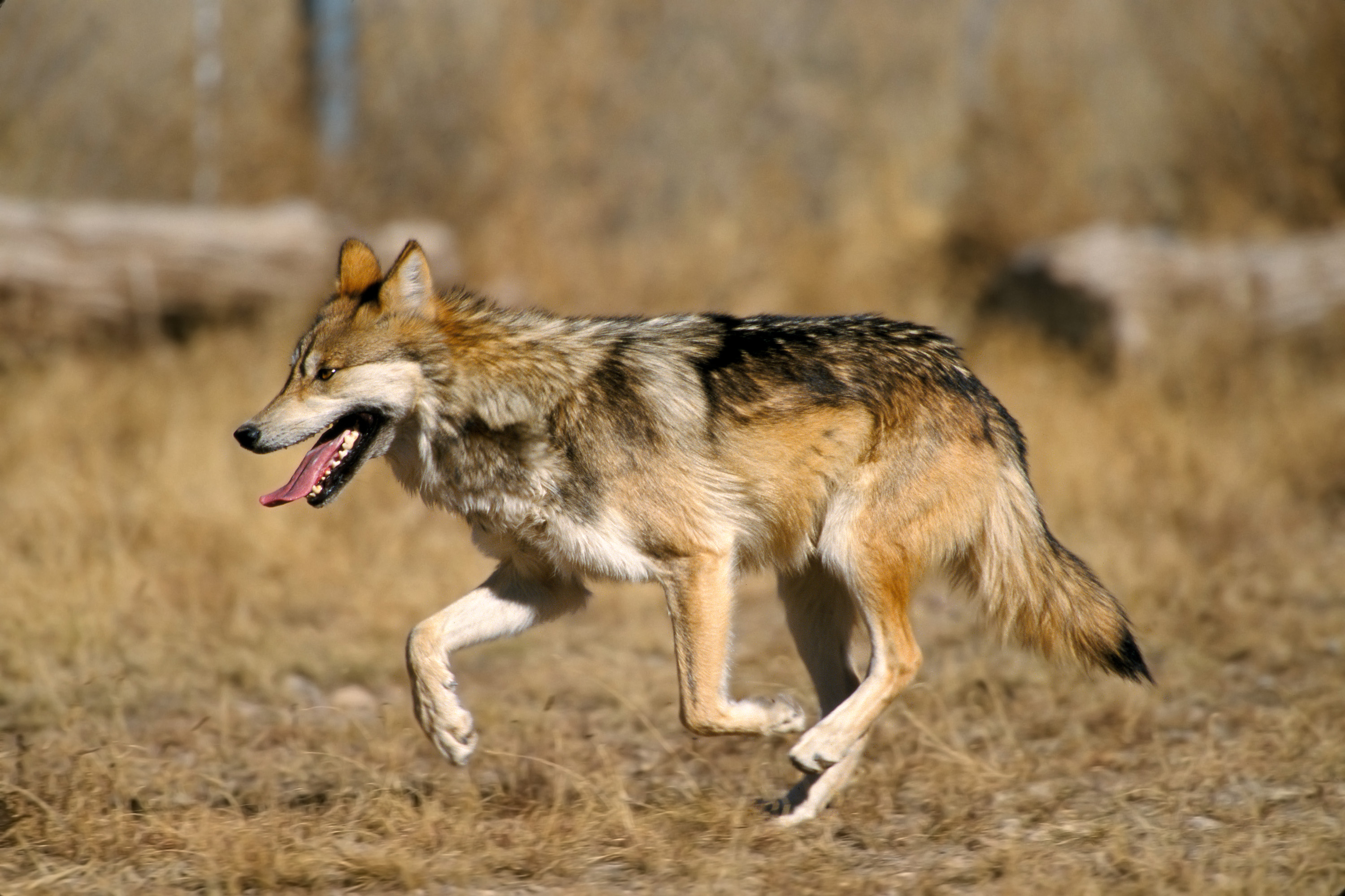
Un loup du Mexique, la rencontre initiale du roman.

Au début de l'année 1940, Billy Parham est un jeune homme de 16 ans qui apprend le métier de cow-boy dans le ranch familial dans l'État Nouveau-Mexique à la frontière du Mexique. À la suite des attaques répétées d'un loup, il part avec son père chasser l'animal qui échappe à tous les pièges tendus pour le capturer. La traque devient une obsession pour Billy, qui après des semaines sans succès, décide, sans en informer ses parents, de ne plus rentrer chez lui tant que l'animal, qu'il devine être une jeune louve enceinte, lui échappera. Après plusieurs jours, il finit par capturer la louve prise dans un piège à mâchoires. Il décide alors non pas de l'abattre mais de la conduire, bien que blessée, dans les montagnes du Mexique d'où elle semble provenir. Il la traine en laisse dernière son cheval, munie d'une muselière et diminuée par sa blessure à la patte. Il progresse ainsi vers la frontière qu'il passe pour la première fois de sa vie. Un étrange mode de communication s'instaure entre l'animal et l'homme, dans une sorte d'apprivoisement réciproque. Mais Billy fait la rencontre malheureuse de policiers mexicains qui lui confisquent l'animal et le revendent à des organisateurs de combats de chiens. Le jeune homme part à la recherche de la louve et finit par la retrouver au milieu d'un combat sanglant où elle est acculée par la fatigue des combats enchaînés et n'a plus la force de réagir. Ne supportant pas de la voir dans cet état, il l'abat au milieu de l'assistance à la stupéfaction générale et rachète sa dépouille contre l'arme qui lui a servi pour la tuer. Billy l'enterre dans les montagnes environnantes.
Après un lent retour vers les États-Unis, démuni et passablement groggy, Billy arrive chez lui pour constater que le ranch de son père a été incendié, et ses parents abattus par un groupe d'Indiens mexicains venus pratiquer la razzia des chevaux de l'exploitation. Il réussit à retrouver son jeune frère cadet, Boyd, qui a échappé au carnage ; ensemble ils repartent pour le Mexique afin de retrouver les assassins de leurs parents et les chevaux volés. Boyd est mutique tout au long du voyage, traumatisé par ce qu'il a vécu et empreint d'une froide colère à l'égard de son aîné, absent au moment des faits. Au gré des étapes et des camps de fortune, Billy et Boyd font plusieurs rencontres. Ils aident notamment une jeune Mexicaine, errant sur les routes et victime de banditos. Le cadet des Parham se prend d'une forte affection pour la fille, à peine plus jeune que lui, et qui semble également reconnaissante et amoureuse de Boyd. Leurs chemins se séparent, la jeune Mexicaine devant rejoindre son village familial. Elle donne rendez-vous dans les jours à venir à Boyd qui lui laisse son cheval comme preuve de son engagement. Les deux jeunes hommes finissent par retrouver la trace des chevaux volés et les récupèrent. Ils sont cependant pistés par des hommes de main qui blessent grièvement Boyd par balle. Billy réussi in extremis à confier son jeune frère ensanglanté à des ouvriers mexicains de passage à bord d'un camion et attire à lui ses poursuivants. Après quelques jours de fuite, il retrouve Boyd entre la vie et la mort dans une maison mexicaine. Un docteur soigne le blessé et lui sauve la vie ; après quelques jours, Boyd prie Billy d'aller récupérer la jeune Mexicaine et de l'amener à son chevet. Billy s'exécute. Sans un mot, Boyd part avec sa jeune amante. Billy ne le reverra jamais vivant. Il erre plusieurs mois, allant de ferme en ferme pour trouver du travail et survivre dans ce pays qu'il ne connaît pas. Il finit par rentrer aux États-Unis et apprend l'engagement de son pays dans la Deuxième Guerre mondiale. Billy tente d'être incorporé dans l'armée, sans succès en raison d'un souffle au cœur qui le disqualifie pour le service, malgré de multiples tentatives dans différents centres de recrutement du pays.

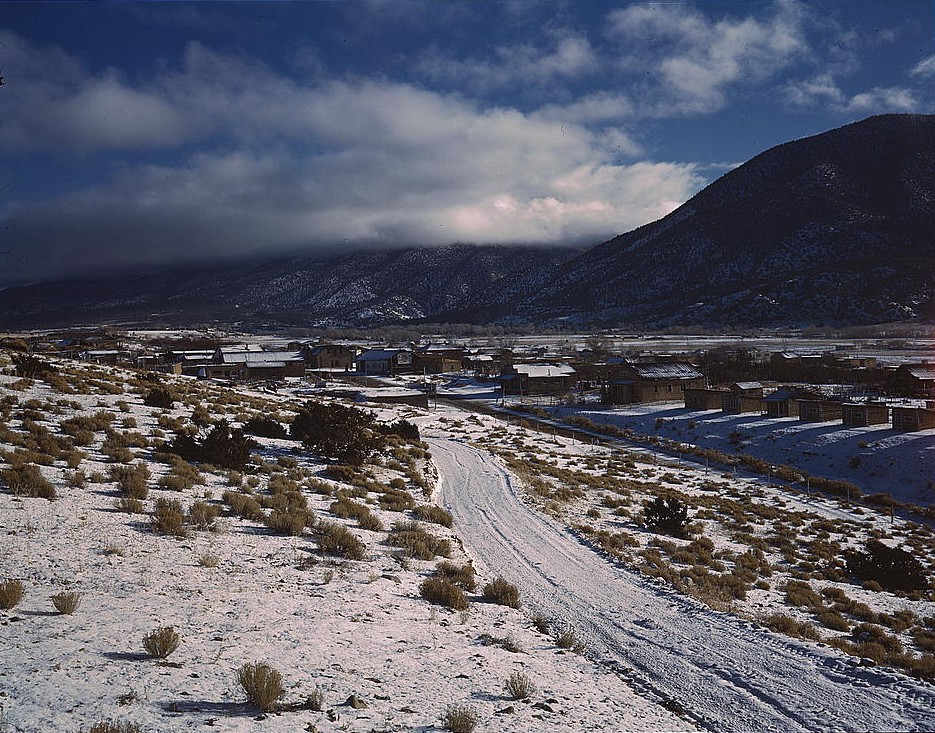
Le Nouveau-Mexique en 1943

Deux années passent, et Billy décide de repartir au Mexique pour retrouver Boyd. Sur les traces de son précédent voyage transfrontalier avec son frère, d'étranges rencontres se succèdent, échos d'un passé pourtant récent. De drôles de chansons parlent d'un jeune Yankee qui aide les plus démunis. Il décide d'aller vers le village de la jeune Mexicaine et apprend alors que son frère, devenu bandit de grand chemin, est mort depuis deux ans et est enterré dans le village de Buenaventura. Il se dirige vers l'endroit et décide de ramener la dépouille de son frère aux États-Unis pour qu'elle repose dans sa terre natale. L'exhumation, difficile et perturbante, se solde par la dislocation du cercueil et l'apparition des restes de Boyd, desséchés et sans poids. Il poursuit sa tâche malgré tout, transportant la dépouille de son frère enroulée dans une couverture sur le dos du cheval de son père, qui est devenu le compagnon de ces dernières années. Attaqué encore une fois par des banditos qui poignardent son cheval, Billy tente tout ce qu'il peut pour sauver celui-ci. Il est aidé en cela une nouvelle fois par des gitans qui lui procurent des remèdes et lui content d'étranges histoires. Billy peut poursuivre son chemin vers le Nouveau-Mexique. Passée la frontière, il s'arrête dans une grange pour la nuit et fait l'ultime rencontre d'un chien errant blessé qui cherche son contact. Mais Billy laisse libre cours à sa rage et le chasse violemment à coup de tuyaux et de pierres. Le matin, pris de remords, il court et appelle désespérément le chien qui à jamais a disparu.

## Éditions
- (en) The Crossing, éditions Alfred A. Knopf, janvier 1994  (ISBN 0-394-57475-3).
- Le Grand Passage, éditions du Seuil, Points, 2000  (ISBN 2020413930)